# Edward du Cann
Edward Dillon Lott du Cann (28 mai 1924 - 31 août 2017) est un homme politique et homme d'affaires britannique. Il est député de 1956 à 1987, président du Parti conservateur de 1965 à 1967 et président du Comité 1922 de 1972 à 1984.

## Jeunesse
Du Cann fait ses études à Colet Court, à la Woodbridge School et au St John's College d'Oxford, où il est un membre de Kingsley Amis. Pendant la Seconde Guerre mondiale, il est nommé officier dans la Royal Navy. En tant que lieutenant sur des torpilleurs à moteur basés en Est-Anglie patrouillant en mer du Nord, il sert aux côtés d'Owen Aisher (plus tard un plaisancier et entrepreneur) et David Wickins (le fondateur de British Car Auctions et un entrepreneur),. À la fin de la guerre, il devient chef d'entreprise.

## Carrière politique
En 1951, du Cann se présente à Walthamstow West et, en 1955, à Barrow-in-Furness, les deux fois sans succès. Il est élu député de Taunton lors d'une élection partielle de 1956. Il est Secrétaire économique du Trésor en 1962 et ministre d'État au ministère du Commerce de 1963 à 1964. Il est ensuite président du Parti conservateur de 1965 à 1967, et président du comité de 1922 de 1972 à 1984. Il est admis au Conseil privé en 1964.
En 1974, du Cann joue un rôle dans les événements entourant l'élection de Margaret Thatcher à la direction du Parti conservateur. À la suite de deux défaites étroites des conservateurs aux urnes, aux élections générales de février et d'octobre, une grande inquiétude au sein du parti s'est développée à propos de la direction d'Edward Heath, qui a perdu trois élections. Le 14 octobre, l'exécutif du Comité de 1922 se réunit chez du Cann.
Une réunion plus publique de l'exécutif se tient dans les bureaux du Cann à Keyser Ullman, sur Milk Street, où il est décidé que le comité presserait Heath de tenir une élection à la direction. Le lieu de cette réunion conduit Fleet Street à surnommer les participants la "Milk Street Mafia". Alors qu'Alec Douglas-Home, à la demande de Heath, examine les procédures pour une élection à la direction, il y avait des spéculations selon lesquelles du Cann se présenterait lui-même en tant que représentant de la droite du parti contre Heath.
L'effondrement dévastateur du boom bancaire entraîne la firme du Cann, Keyser Ullman. De plus, il est critiqué comme "incompétent" par un rapport de 1974 du Département du Commerce et de l'Industrie concernant la banque en faillite de Keyser Ullman, dont il était un directeur. Il renonce à se porter candidat à la course à la direction. Cela libère un soutien clé pour Margaret Thatcher, d'autant plus qu'un autre candidat potentiel de droite, Keith Joseph, s'est retiré à la suite d'une série de discours controversés sur la politique sociale. Par conséquent, après avoir battu Heath au premier tour, Thatcher triomphe au deuxième tour au début de 1975, battant un certain nombre d'autres candidats qui joueraient un rôle important dans son poste de premier ministre ultérieur.
Au cours de la dernière semaine du référendum de 1975 sur l'adhésion britannique à la Communauté économique européenne, du Cann se prononce contre l'adhésion britannique. Il est président du Comité des comptes publics de 1974 à 1979.

## Retraite post-politique
Du Cann prend sa retraite de la Chambre des communes en 1987, vendant sa maison Cothay Manor en 1993 et retournant vivre à Londres. Il joue un rôle déterminant dans la création d'un programme de bourses pour les joueurs de la ligue de rugby à l'Université d'Oxford.
Du Cann succède à Duncan Sandys en tant que président de Lonrho, un poste dont il est contraint de démissionner en raison de son rôle de vice-président de Homes Assured, une société financière qui s'est effondrée. Sa démission est survenue deux jours avant l'effondrement de l'entreprise, avec une dette de 10 £ millions aux créanciers. Du Cann est impliqué dans plusieurs litiges juridiques sur les dettes; son domaine du Somerset est saisi en 1992 et son appartement à Londres en 1993. Plus tard, une ordonnance de mise en faillite lui est signifiée.
Il s'est marié trois fois; d'abord, en 1962, à Sally (une cousine), dont il divorce en 1987, puis à Jennifer (la veuve de Robert Cooke, ancien député de Bristol West), qu'il épouse en 1990 et avec qui il est jusqu'à sa mort en 1995. Il est déclaré en faillite en 1993 et vit plusieurs années à Aurigny. En 2013, il réside à Lemona à Chypre. Il se remarie à Maureen Hope-Wynne et meurt en 2017.